# أكفيل باراجينسكيت
أكفيل باراجينسكيت مواليد 29 نوفمبر 1996 في فيلنيوس، هي لاعبة كرة مضرب ليتوانية. أعلى تصنيف لها في الفردي كان 621. أعلى تصنيف لها في الزوجي كان 718.

## النهائيات

### الفردي (0–1)
| الحصيلة | الرقم | التاريخ        | الدورة          | الأرضية | المنافس     | النتيجة                 |
| ------- | ----- | -------------- | --------------- | ------- | ----------- | ----------------------- |
| الوصافة | 1.    | 10 فبراير 2014 | تيناخو، إسبانيا | صلبة    | إليانور دين | 1–6, 7–6(7–2), 6–7(3–7) |

## الميداليات
| الميدالية | المسابقة                              |
| --------- | ------------------------------------- |
| برونزية   | الألعاب الأولمبية الصيفية للشباب 2014 |
| برونزية   | الألعاب الأولمبية الصيفية للشباب 2014 |

## روابط خارجية
- أكفيل باراجينسكيت على موقع رابطة محترفات التنس (الإنجليزية)
- أكفيل باراجينسكيت على موقع الاتحاد الدولي لكرة المضرب (الإنجليزية)
- أكفيل باراجينسكيت على موقع كأس بيلي جين كينغ (الإنجليزية)
- أكفيل باراجينسكيت على موقع خلاصة التنس.كوم (الإنجليزية)
- أكفيل باراجينسكيت على موقع أوليمبيديا (الإنجليزية)